# میتسوبیشی تیپ ۷۳

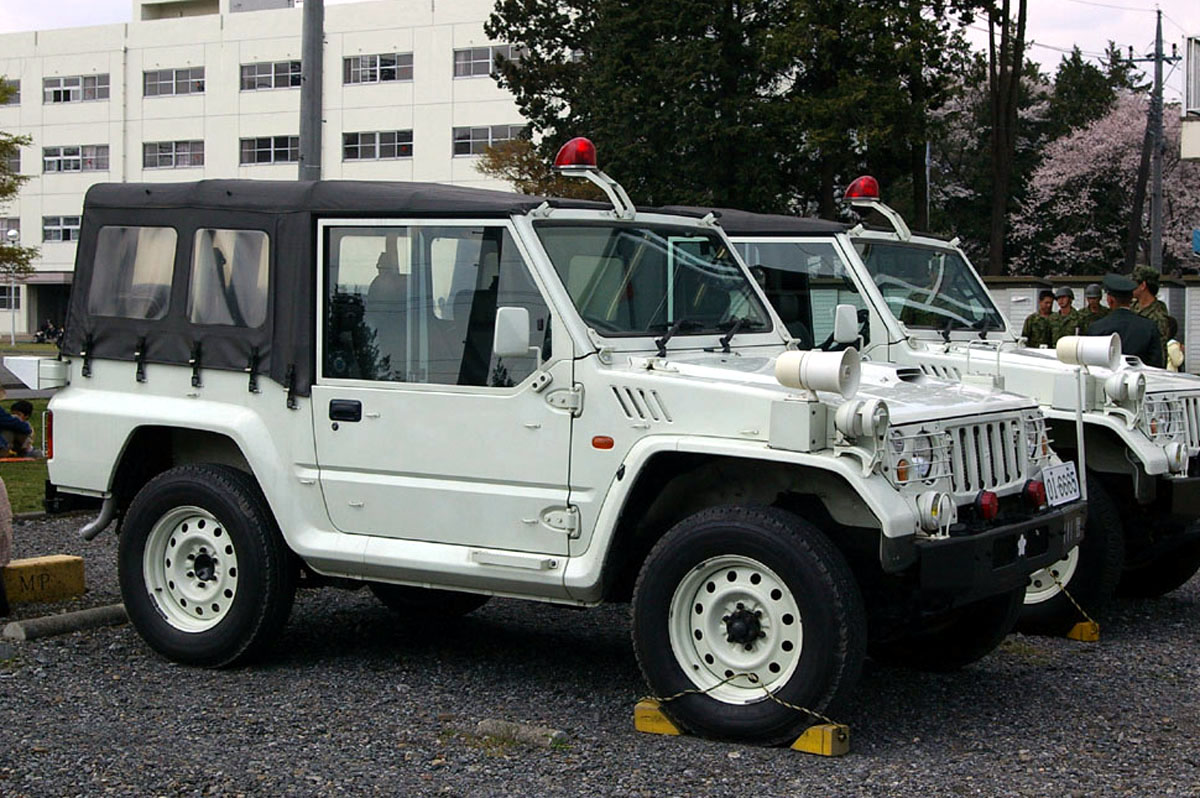

میتسوبیشی تیپ ۷۳ (Mitsubishi Type 73 Light Truck) خودرویی است که در سال‌های ۱۹۷۳ تا امروز تولید شده‌است.
این خودرو در کلاس مینی اس‌یووی قرار گرفته، طراحی آن خودروهای موتور جلو-چهار چرخ متحرک بوده است. سیستم جعبه‌دندهٔ آن به دو صورت خودکار و دستی است.

## نگارخانه

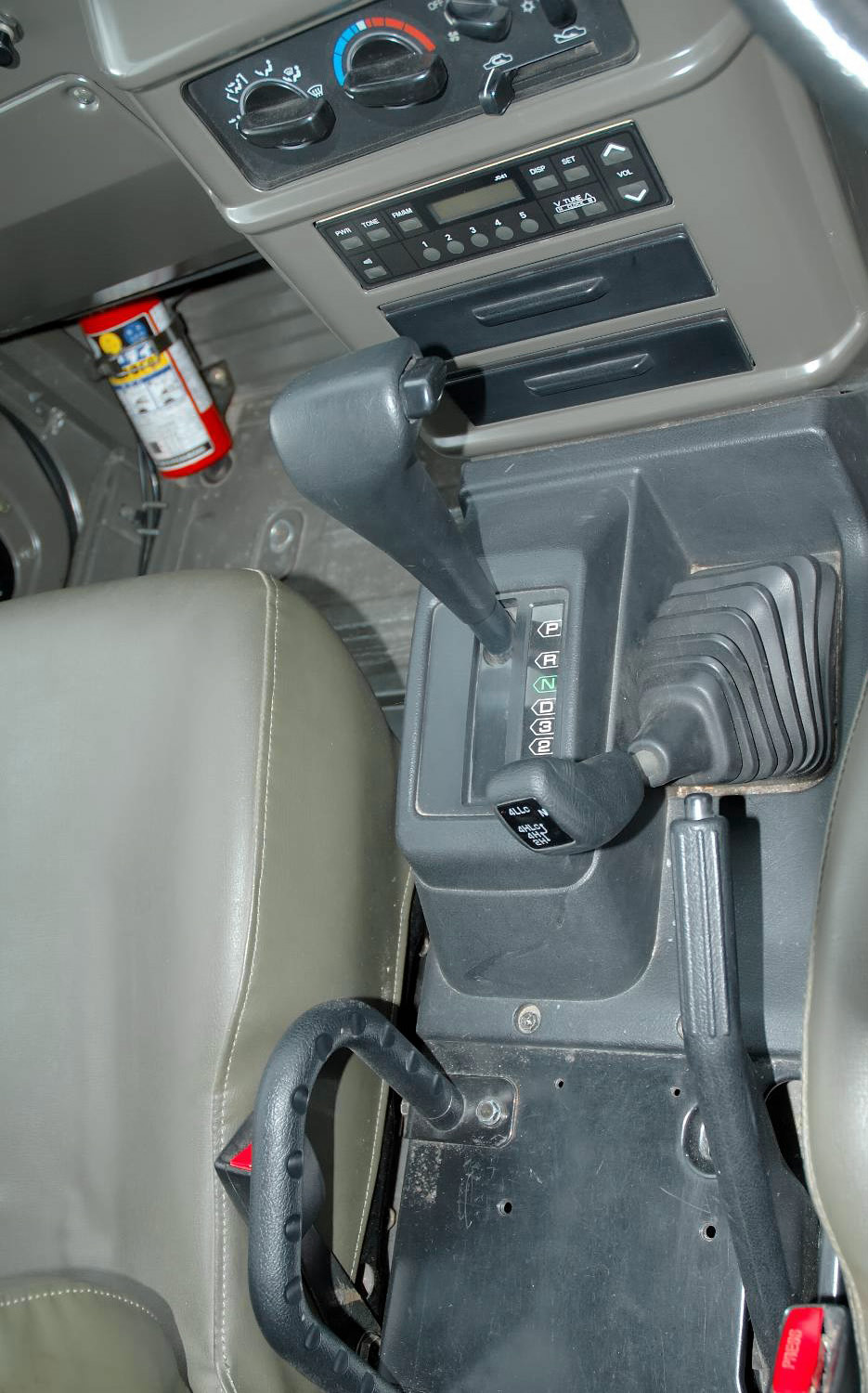
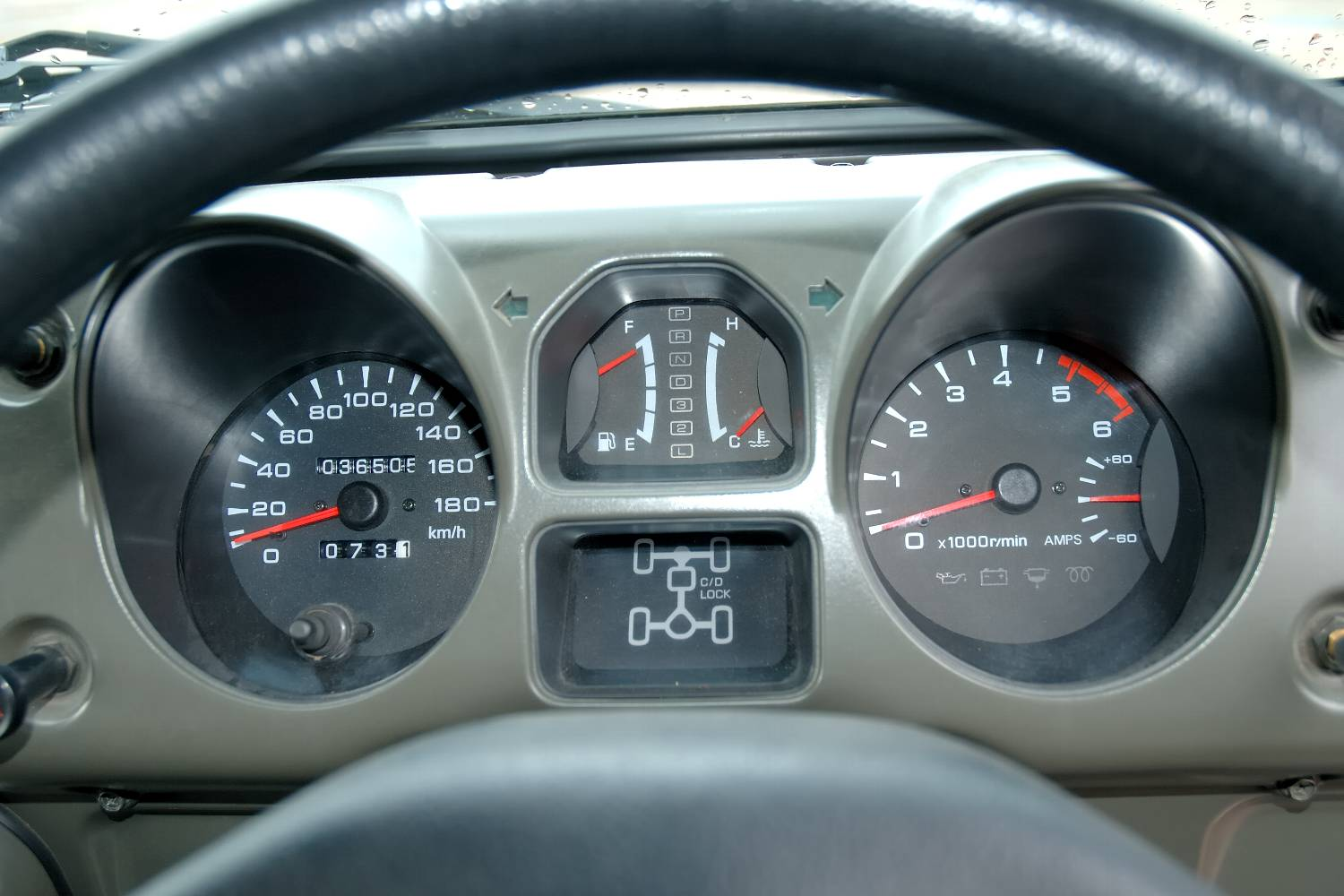